# Renaissant
Renaissant was een Britse muziekgroep rondom Terence Sullivan. Terence Sullivan is binnen de popmuziek bekend uit Renaissance, die haar grootste successen (met Sullivan) haalde in de jaren 70. De band Renaissant leverde slechts één muziekalbum af. Daarbij werden ook voormalige toetsenist John Tout en tekstschrijfster Betty Newsinger – Thatcher van Renaissance ingeschakeld .

## Discografie
- 2004: South of Winter